# Autoroute espagnole M-21
Pour les articles homonymes, voir M21.
La M-21 est une autoroute appartenant à la Communauté de Madrid. Elle relie le second périphérique au troisième périphérique au nord-est de Madrid.
Elle permet de doubler l'A-2 entre les 2 ceintures périphériques dont le trafic est très chargé. En effet les automobilistes désirant rejoindre un des périphériques dans cette zone pourra emprunter la M-21 au lieu de l'A-2.
De plus elle dessert toutes les zones industrielles autour de San Fernando de Henares.

## Tracé
- La M-21 débute à l'est de Madrid tout près de Coslada. Elle se détache de la M-40 au niveau du croisement avec la M-14 qui permet d'accéder à l'Aéroport international de Madrid-Barajas.
- Elle dessert les zones industrielles de Coslada et San Fernando de Henares
- Elle se connecte ensuite à la M-50

## Sorties
| Numéro de la sortie | Nom de la sortie                                                        | Bifurcation |
| ------------------- | ----------------------------------------------------------------------- | ----------- |
|                     | Aéroport international de Madrid-Barajas T1, T2 et T3 Toutes directions | M-14 M-40   |
| 02                  | Coslada - San Fernando de Henares                                       |             |
| 03                  | Zones Industrielles Fin de Semana Zones Industrielles Coslada           | M-22        |
| 05                  | San Fernando de Henares - Saragosse A-2                                 | M-216       |
|                     | Toutes directions                                                       | M-50        |